# オラデル貯水池
オラデル貯水池（Oradell Reservoir）は、アメリカ合衆国ニュージャージー州バーゲン郡オラデルにある人工の貯水池。所有はスエズ・ノース・アメリカ社。バーゲン郡、ハドソン郡の住人75万人に水道を供給している。貯水池はハッケンサック川にあり、上流にはデフォレスト湖、ウッドクリフ・レイクがある。

## 歴史
1901年に水車を利用して水量を増やし始めた。その後、徐々に貯水量を増やしコンクリートのダムが作られ1921年に現在の形になった。